# Leucodontella perdependens
Leucodontella perdependens là một loài Rêu trong họ Leucodontaceae. Loài này được (S. Okamura) Nog. mô tả khoa học đầu tiên năm 1947.